# Münchow (Adelsgeschlecht)

Wappen derer von Münchow

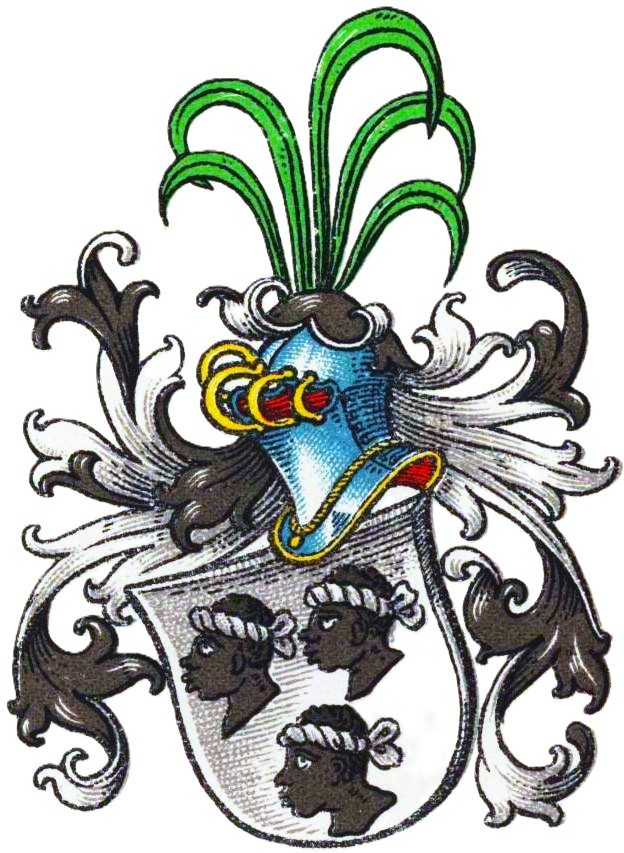
Wappen derer von Münchow im Wappenbuch des Westfälischen Adels

Münchow ist der Name eines alten pommerschen Adelsgeschlechts. Die Familie, deren Zweige zum Teil bis heute bestehen, gehört zum Uradel in Hinterpommern. Eine Linie wurde auf Grund einer Adoption Ende des 19. Jahrhunderts nobilitiert.

## Geschichte

### Herkunft
Erstmals urkundlich erwähnt wird das Geschlecht am 25. Mai 1249 mit dominus Lippoldus Monachus in Cammin. Mit ihm beginnt auch die ununterbrochene Stammreihe der Familie. Die Schreibweise des Namens wechselte von Moncho, Monachus, Monechow, Monnichowe zu Mönchow. Erst ab Mitte des 18. Jahrhunderts wird Münchow gebräuchlich.
Nach Kneschke gehörte auch Henrich Müncks zur Familie, der bereits 1238 in einem Schenkungsbrief der Kirche zu Sankt Jakob in Stettin, ausgestellt von Herzog Barnim I., auftritt. Demnach war der ursprüngliche Stammsitz der Familie Mönchow, heute ein Ortsteil der Stadt Usedom. In einer Urkunde, ausgestellt am 28. Januar 1368, wird die Familie als Schlossgesessen auf Buckow erwähnt.

### Ausbreitung und Persönlichkeiten
Vincentius Münchow wurde Hofmeister von Herzog Georg III. von Pommern. Claus Münchow war Stiftvogt zu Cammin von Herzog Kasimir und Thomas Münchow Stiftsvogt von Herzog Franz, ebenfalls zu Cammin. Um 1622 lebten Georg Bernhard und Thomas Münchow, ersterer als herzoglich braunschweig-lüneburger und letzterer als herzoglich mecklenburgischer Minister. Christian Ernst von Münchow war zunächst preußischer Geheimer Justiz-, Hof- und Kammergerichtsrat sowie Landvogt zu Stolp. 1714 wurde er Kammerpräsident zu Königsberg in Preußen und 1727 zum preußischen Kriegs-, Domänen- und Kammerpräsident in der Neumark ernannt. Ludwig Wilhelm Graf von Münchow (1712–1753) wurde 1742 Wirklicher Geheimer Staats- und Kriegsrat und Erbtruchsess der Kurmark Brandenburg. 1747 erhielt er, nach dem Tod des Grafen von Thurn, die der preußischen Krone heimgefallene Lehen zu Kleinkauen und Gottschwitz bei Glogau in Schlesien.
Richard Daniel von Münchow (1703–1757), verheiratet mit einer Tochter aus dem Adelsgeschlecht von Rössing, wurde 1756 zum Oberst befördert, starb aber schon ein Jahr später an seinen Verwundungen, die er in der Schlacht bei Kolin am 18. Juni 1757 erhalten hatte. Lorenz Ernst von Münchow (1700–1757) starb als preußischer Generalmajor und Chef des Regiments „von Hautcharmoy“ in der Schlacht von Leuthen am 5. Dezember 1757. Aus seiner Ehe mit Charlotte von Stechow kamen ein Sohn und eine Tochter. Gustav Bogislav von Münchow (1686–1766) war seit 1745 preußischer Generalleutnant. Er erhielt 1746 die Drosteien zu Cranenburg und Duiffeld und war ab 1747 Gouverneur von Spandau. 1752 wurde Gustav Bogislaw Domdechant in Magdeburg und Propst in den dortigen Stiften des Heiligen Sebastian und des Heiligen Nikolaus. Er war zweimal verheiratet. In erster Ehe mit Antoniette Philippine von Börstel und in zweiter Ehe mit Sophie Elenore von Schwerin. Aus erster Ehe kamen ein Sohn und zwei Töchter.
Die gräfliche Linie erlosch im Mannesstamm am 26. September 1860 mit dem Tod von Carl Wilhelm Graf von Münchow (* 1784), preußischer Major außer Dienst und Herr auf Mickrow im ehemaligen Landkreis Stolp. Er heiratete 1816 Auguste von Weiher (* 1797). Aus der Ehe stammen die beiden Töchter Maria (* 1817) und Johanna (* 1820) Gräfin von Münchow.
Am 7. Dezember 1912 wurde ein Geschlechtsverband (Eingetragener Verein) gegründet.

### Standeserhebungen
Die Brüder Ludwig Wilhelm, preußischer Oberfinanz-, Kriegs- und Domänenrat, Philipp, preußischer Major und Flügeladjutant, und Carl Gustav von Münchow, preußischer Leutnant, wurden am 6. November 1741 zu Breslau in den preußischen Grafenstand erhoben (Diplom ausgestellt am 17. Dezember 1741).

### Briefadelige Linie
Stammvater der briefadeligen Linie ist Johann Christian Daniel Ebert, der 1807 in Havelberg verstarb. Seine Enkel, die Geschwister Clara und Georg Ebert, Stief- bzw. Adoptivkinder von Friedrich von Münchow, preußischer Oberstleutnant zur Disposition, erhielten am 13. September 1873 zu Berlin den preußischen Adelsstand. Das dabei verliehene Wappen ist identisch mit dem des pommerschen Uradelsgeschlechts.

## Wappen

### Stammwappen
Das Stammwappen zeigt in Silber drei (2, 1) rechtsgekehrte Mohrenköpfe mit goldenen Stirnbinden mit abflatternden Enden. Auf dem Helm mit blau-silbernen Helmdecken, fünf (zwei nach rechts, drei nach links gekehrte) grüne Palmzweige.

### Gräfliches Wappen
Das gräfliche Wappen, verliehen 1741, zeigt in Silber drei (2, 1) rechtsgekehrte Mohrenköpfe mit roteingefassten goldenen Stirnbinden. Das Wappen hat zwei Helme mit blau-silbernen Helmdecken, auf dem rechten ein offener, je mit einem goldenen Kleestängel belegter schwarzer Flug, links der Stammhelm. Als Schildhalter zwei widersehende schwarze preußische Adler.

## Bekannte Familienmitglieder
- Christian Ernst von Münchow (1671–1749), preußischer Kammerpräsident in Königsberg und in der Neumark
- Henning Franz von Münchow (1683–1753), preußischer Jurist, Präsident des Hofgerichts Köslin
- Gustav Bogislav von Münchow (1686–1766), preußischer Generalleutnant und Gouverneur von Spandau
- Lorenz Ernst von Münchow (1700–1758), preußischer Generalmajor und Drost zu Sparrenberg
- Richard Daniel von Münchow (1703–1757), preußischer Oberst und Regimentskommandeur
- Ernst Philipp von Münchow, ließ das Gutshaus Friedenfelde errichten
- Ludwig Wilhelm von Münchow (1709–1753), preußischer Minister
- Andreas Christoph von Münchow (1714–1758), preußischer Regierungsdirektor in der Neumark[5]
- Alexander Christoph von Münchow (1726–1806), preußischer Obristwachtmeister, Kommendator des Johanniterordens, Gutsherr auf Zülchow
- Alexander Zabel Ernst von Münchow (1746–1815), preußischer Landrat im Kreis Neustettin
- Karl Dietrich von Münchow (1778–1836), deutscher Mathematiker und Astronom
- Ferdinand von Münchow (1790–1876), preußischer Generalleutnant
- Ludwig von Münchow (1802–1882), preußischer Generalleutnant
- Leopold von Münchow (1884–1945), Kavallerie- und Heeresoffizier, Gründer und Reichsführer des Jungsturms